# Luís Coutinho de Albergaria Freire
Luís Coutinho de Albergaria Freire ComC (23 de Setembro de 1797 - ?), 1.º Visconde de Monforte, foi um empresário agrícola, militar e político português.

## Família
Filho de Joaquim Manuel Soares de Albergaria Freire, Fidalgo Cavaleiro da Casa Real por sucessão, e de sua mulher Maria José da Penha de França de Castro Lobo Pimentel ou da Gama Lobo de Castro Pimentel, da família do 1.º Visconde de Ervedal.
Era neto paterno de Diogo Galvão Pegado Coutinho, Fidalgo da Casa Real por Alvará de 1720, Cavaleiro Professo na Ordem de Cristo, Familiar do Santo Ofício da Inquisição de Évora por Carta de 20 de Abril de 1731, Coudel-Mor e Superintendente das Coudelarias de Estremoz e Senhor da Quinta do Leão em Veiros, herdada de seu pai, Luís Galvão Coutinho Freire, Cavaleiro Professo na Ordem de Cristo (22 de Maio de 1609), Capitão de Cavalos na Guerra da Restauração, Governador Militar de Veiros e Procurador às Cortes por esta Vila. Luís Coutinho Freire era filho de João Soares Pegado (ou Galhardo), sucessor da Casa dos Galhardos e no Vínculo dos Freires de Avis e foi o primeiro membro desta família a estabelecer-se em Veiros por ali haver casado com Violante Pais Coutinho, natural desta Vila e neta paterna de Francisco António Coutinho (? - 1570), Escudeiro da Casa de Bragança, sepultado em campa brasonada com as armas plenas dos Coutinhos na Capela de Santa Isabel na Igreja Matriz de Veiros, sendo por aqui que entra na família este apelido. João Soares Galhardo, avô paterno de João Soares Pegado foi Cavaleiro Fidalgo da Casa Real, Capitão-Mor de Avis, Procurador às Cortes pela dita Vila, Cavaleiro do Hábito da Ordem de Avis por Alvará de 29 de Novembro de 1653, Ouvidor do Mestrado na ausência dos Ouvidores Bacharéis, diversas vezes Vereador e Administrador de dois Vínculos, um no Crato e outro (o dos Freires) em Avis, e Provedor da Santa Casa da Misericórdia de Nisa em 1628, que era bisneto por varonia legítima de Afonso Vaz Soares de Albergaria, o Galhardo (c. 1480), alcunha provavelmente dada por serviços prestados em África.

## Biografia
Bacharel em Filosofia pela Faculdade de Letras da Universidade de Coimbra e grande Proprietário nos Distritos de Évora e Lisboa, foi Fidalgo Cavaleiro da Casa Real por sucessão, Par do Reino por Carta de 15 de Dezembro de 1849, 12.º Administrador do Morgado dos Freires em Avis, e Senhor dos Vínculos dos Soares de Albergaria e dos Coutinhos, em Veiros, onde era Senhor da Quinta do Leão, e Estremoz. Serviu nos Batalhões de Milícias como Coronel e reformou-se como Marechal-de-Campo. Comendador da Ordem Militar de Cristo e Governador de Lisboa, etc.
O título de 1.º Visconde de Monforte foi-lhe concedido por Decreto de D. Maria II de Portugal de 2 de Março de 1853. Brasão de Armas: esquartelado, o 1.º Freire, o 2.º de Albergaria, o 3.º Galhardo, o 4.º Pegado e sobre o todo um escudete em abismo de Coutinho; timbre: Freire; Coroa de Visconde.

## Casamento e descendência
Casou a 2 de Abril de 1832 com Ana Maldonado de Brito Mouzinho, filha de Maximiliano de Brito Mouzinho, Marechal-de-Campo Graduado, Comendador da Ordem Militar de Avis e da Ordem Militar da Torre e Espada, do Valor, Lealdade e Mérito, e de sua mulher Domingas Maldonado da Gama Lobo. Tiveram uma única filha, Maria José Coutinho Maldonado de Albergaria Freire (13 de Março de 1883 - ?), que casou em 1859 com António Borges de Medeiros Dias da Câmara e Sousa, 2.º Visconde da Praia, o que deu motivo a que este titular fosse agraciado com o título de 1.º Conde da Praia e Monforte e mais tarde com o de 1.º Marquês da Praia e Monforte em duas vidas, com geração.